# Phthiracarus peristomaticus
Phthiracarus peristomaticus är en kvalsterart som beskrevs av Rainer Willmann 1951. Phthiracarus peristomaticus ingår i släktet Phthiracarus och familjen Phthiracaridae. Inga underarter finns listade i Catalogue of Life.